# Задники
Задники (словен. Zadniki) — поселення в общині Рибниця, регіон Південно-Східна Словенія, Словенія.